# Asplenium virginicum
Asplenium virginicum är en svartbräkenväxtart som beskrevs av William Ralph Maxon. Asplenium virginicum ingår i släktet Asplenium och familjen Aspleniaceae. Inga underarter finns listade.